# 10425 Landfermann
10425 Landfermann eller 1999 BE6 är en asteroid i huvudbältet som upptäcktes den 20 januari 1999 av OCA–DLR Asteroid Survey (ODAS). Den är uppkallad efter tysken Dietrich Wilhelm Landfermann.
Asteroiden har en diameter på ungefär 4 kilometer.